# Scaphyglottis behrii
Scaphyglottis behrii är en orkidéart som först beskrevs av Heinrich Gustav Reichenbach, och fick sitt nu gällande namn av George Bentham, Joseph Dalton Hooker och William Botting Hemsley. Scaphyglottis behrii ingår i släktet Scaphyglottis och familjen orkidéer. Inga underarter finns listade i Catalogue of Life.

## Bildgalleri

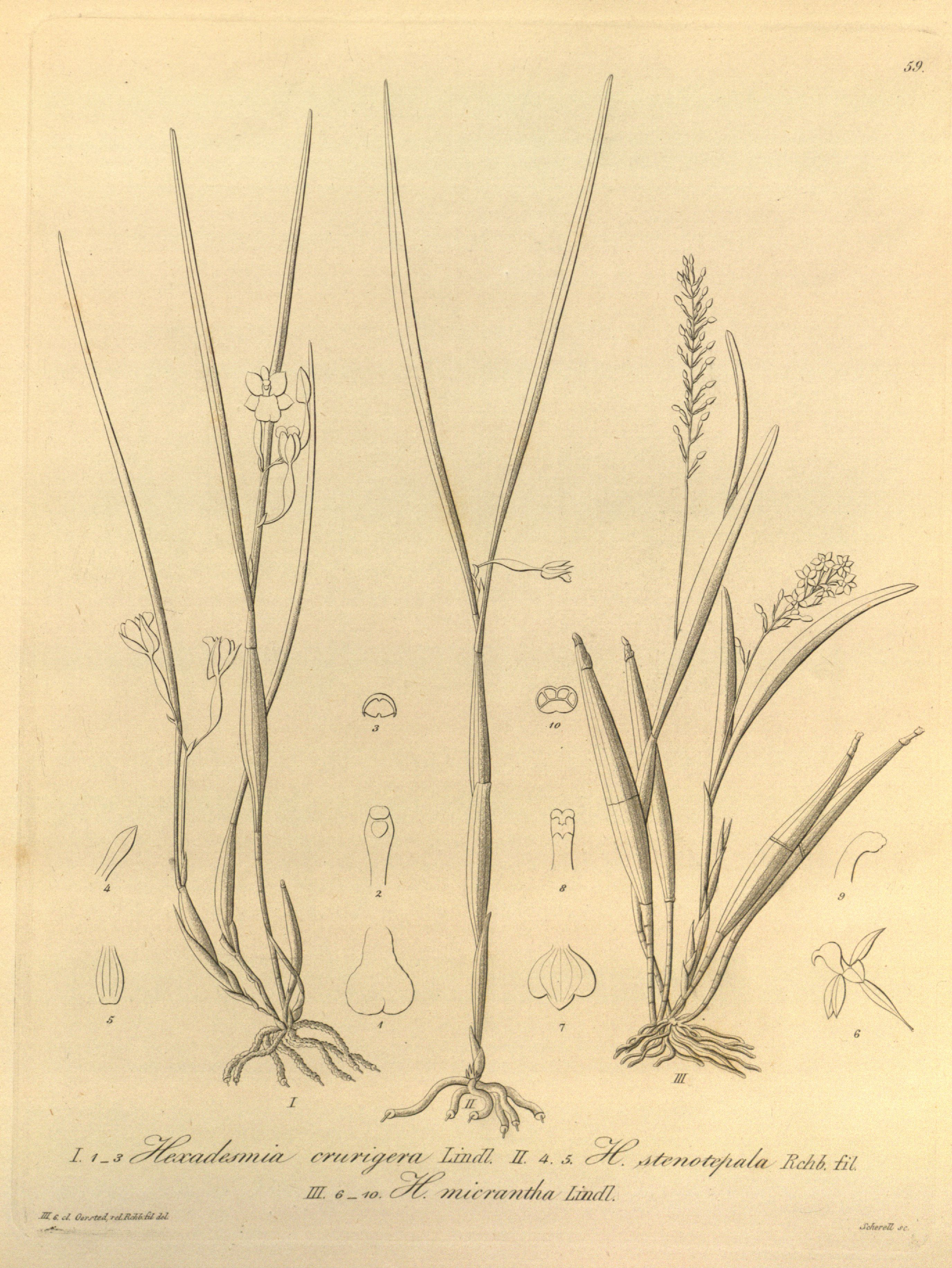